# Гавриловское (Дмитриевское сельское поселение)
Гаври́ловское — село в составе Дмитриевского сельского поселения Галичского района Костромской области России.

## География
Село расположено у реки Шача.

## История
Согласно Спискам населённых мест Российской империи в 1872 году село относилось к 1 стану Галичского уезда Костромской губернии. В нём числилось 14 дворов, проживали 78 мужчин и 75 женщин. В селе имелась православная церковь, училище и винокуренный завод. Проводились ярмарки.
Согласно переписи населения 1897 года в селе проживало 149 человек (68 мужчин и 81 женщина)..
Согласно Списку населённых мест Костромской губернии в 1907 году село относилось к Селецкой волости Галичского уезда Костромской губернии. По сведениям волостного правления за 1907 год в ней числился 21 крестьянский двор и 150 жителей. В селе проводились ярмарки. Основными занятиями жителей села были малярный промысел и работа пастухами.
До муниципальной реформы 2010 года село входило в состав Пронинского сельского поселения.

## Население
| 2008 | 2010 | 2012 | 2014 |
| ---- | ---- | ---- | ---- |
| 0    | →0   | →0   | →0   |